# Lichenomima occidentalis
Lichenomima occidentalis (лат.) — вид сеноедов рода Lichenomima из семейства Myopsocidae. Южная Америка: Колумбия (департамент Валье-дель-Каука). Специфический эпитет этого вида относится к нескольким местностям в Западных Кордильерах, в которых был найден типовой материал. Мелкие насекомые, длина переднего крыла около 4 мм. Основная окраска тела коричневая. В отличие от других родственных видов, у него фаллосома с боковыми стойками, базально узкими и сросшимися, дистально форсированными, наружные парамеры уплощены, базально и апикально более широкие, эдеагус мембранозный и лопастной апикально.  Заднее крыло с жилками Rs и M, соединёнными поперечной жилкой.